# Cordigliera Americana
La Cordigliera Americana è un'estesa e quasi continua serie di catene montuose (in lingua spagnola cordillera) che si sviluppano lungo il fianco occidentale dell'America settentrionale, centrale e meridionale, lungo il versante rivolto verso l'Oceano Pacifico.Suddivisa in Cordigliera Nordamericana, Cordigliera centrale e Cordigliera Sudamericana, è anche la spina dorsale dell'arco vulcanico che costituisce la parte orientale della cintura di fuoco del Pacifico e si può considerare che la sua continuazione ideale sia rappresentata dalle isole della Georgia del Sud e Isole Sandwich Australi, per proseguire poi nella Terra di Graham della Penisola Antartica.

## Descrizione

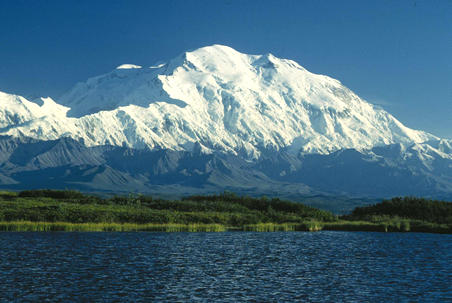
Il Monte McKinley, con i suoi 6.190 m di altezza è la cima più elevata non solo della Catena dell'Alaska, ma anche della Cordigliera Nordamericana e dell'America settentrionale.

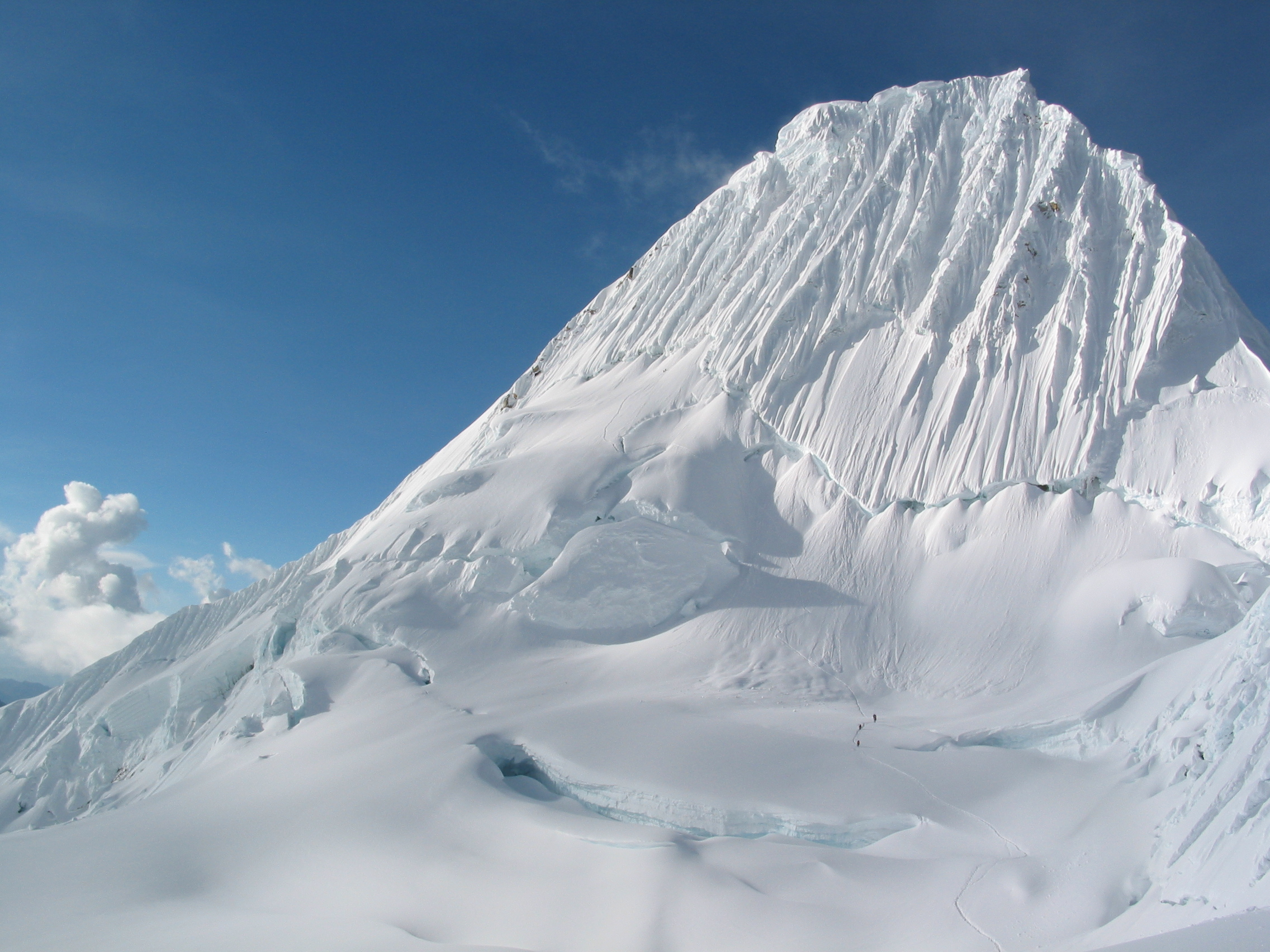
L'Alpamayo, definita la montagna più bella del mondo secondo l'UNESCO, nelle Ande Peruviane

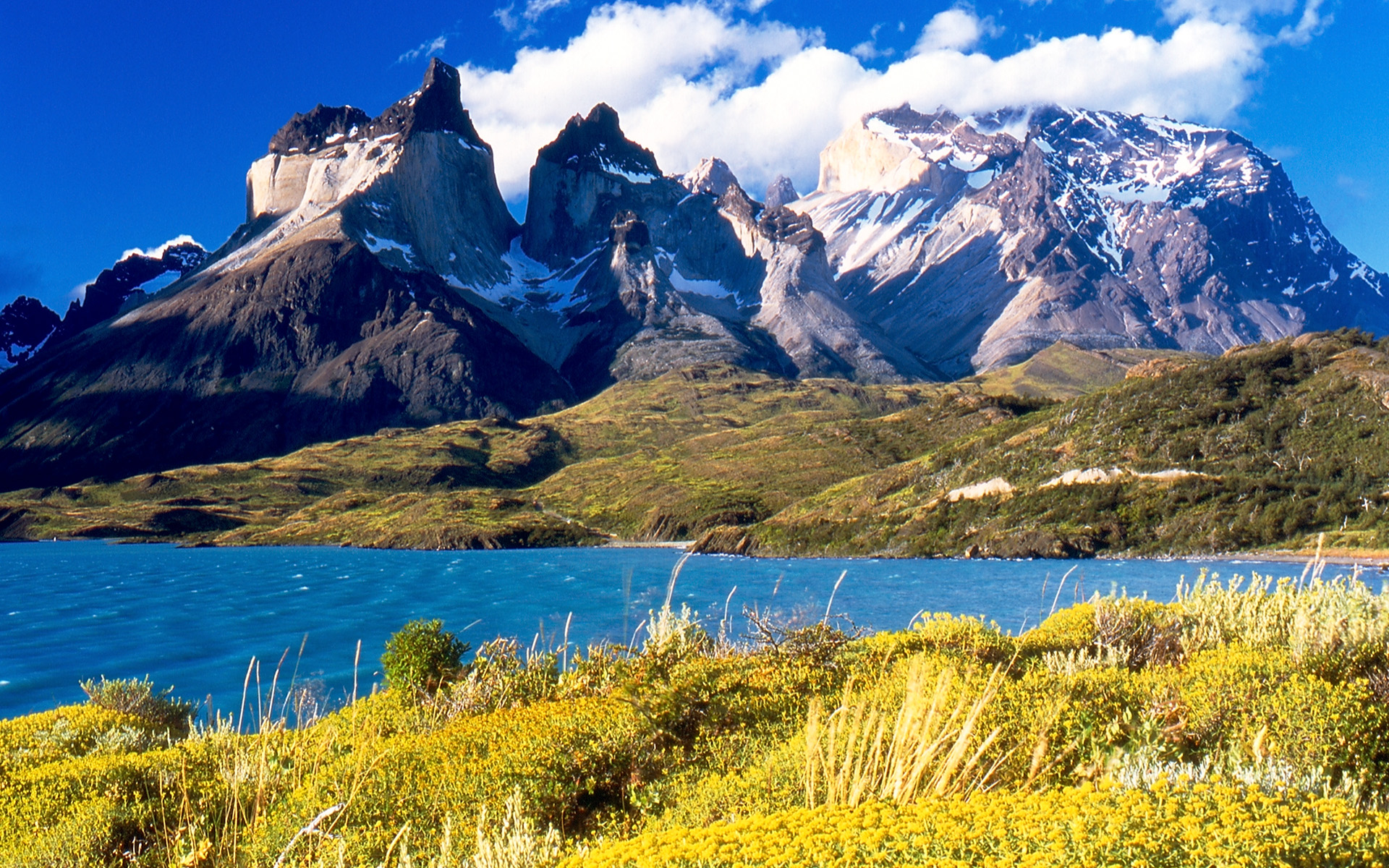
La Cordigliera del Paine nelle Ande Patagoniche Cilene

Nella sua interezza la Cordigliera Americana può essere suddivisa in tre porzioni principali corrispondenti alla suddivisione settentrionale, centrale e meridionale delle Americhe.

### Cordigliera Nordamericana
I principali gruppi montuosi che compongono la Cordigliera Nordamericana, ordinati da nord a sud, sono:
- Monti Brooks: nell'Alaska settentrionale e Yukon
- Catena dell'Alaska: Alaska meridionale e Yukon;
- Montagne Rocciose: Canada e USA;
- Catena Costiera Pacifica: dalla Penisola di Kenai in Alaska alla Sierra la Laguna Bassa California (la delimitazione varia a seconda degli autori);
- Catena delle Cascate: Canada e USA;
- Sierra Nevada: in California.

### Cordigliera Centrale
In Messico la Cordigliera continua attraverso la Sierra Madre Occidentale e la Sierra Madre Orientale, e comprende anche le catene montuose della Penisola di Bassa California. La catena continua poi attraverso i gruppi montuosi del Guatemala, Honduras, Nicaragua, Costa Rica e Panama.

### Cordigliera Sudamericana
Nell'America meridionale la Cordigliera coincide sostanzialmente con l'imponente catena montuosa delle Ande che si snoda attraverso Colombia, Venezuela, Ecuador, Perù, Bolivia, Argentina, Cile (incluse le catene montuose insulari al largo delle coste cilene e la catene della Patagonia), terminando nella Terra del Fuoco, all'estremità meridionale del continente.